# Denpa teki na Kanojo
Denpa teki na Kanojo (電波的な彼女 Cô nàng sóng điện) là một bộ light novel nhiều tập của Katayama Kentarō, với hình minh họa của Yamamoto Yamato. Năm 2009, anime chuyển thể dưới dạng OVA hai tập được đính kèm độc quyền cùng phiên bản đặt hàng trước của DVD Kure-nai tập 3 và 4. Kure-nai là một anime khác cùng tác giả. Dưới tựa đề Denpa Biyori (電波日和 lit. Sóng điện thời tiết), câu chuyện đầu tiên trong sê-ri đã đoạt giải thưởng danh dự Super Dash Novel Rookie of the Year Award (Giải Tiểu thuyết mới Super Dash của Năm) vào năm 2003. Thuật ngữ denpa (điện ba) trong tiếng Nhật nguyên thủy dùng để chỉ sóng vô tuyến điện, nhưng theo cách sử dụng tiếng lóng thì nó lại đề cập đến những người có nhận thức sự vật hiện tượng đến mức khó hiểu. Ba tập tiểu thuyết đã được xuất bản từ năm 2004 đến 2005 với một đoạn văn ngắn bổ sung kèm theo OVA. Tính đến năm 2015, bộ truyện vẫn chưa đưa ra đoạn kết chính thức.

## Cốt truyện
Jūzawa Jū (柔沢 ジュウ Nhu Trạch Jū) một học sinh cá biệt, nhuộm tóc vàng ưa gây gổ, bất cần đời và luôn sống trong cô độc. Một ngày kia cậu gặp Ochibana Ame (堕花 雨 Đọa Hoa Vũ), cô khẳng định là kiếp trước cô và cậu ta có giao ước, và bây giờ cô sẽ phục tùng mệnh lệnh của Jū, như một "hiệp sĩ" phụng sự đức vua của mình. Lúc đầu Jū tìm cách tránh né Ame, nhưng sau sự kiện một người bạn học bị giết, cậu đã chấp nhận hợp tác với Ame để tìm ra chân tướng kẻ giết người và tiếp tục thực hiện các cuộc điều tra phá án khác.

## Anime
OVA hai tập được làm dựa theo nội dung của light novel tập đầu và tập thứ ba. Cuốn thứ hai không được chuyển thể sang OVA. Vai Jū do Hosoya Yoshimasa lồng tiếng và Ame do Hirohashi Ryou lồng tiếng. Bài nhạc kết thúc chủ đề cho tập 1 nhan đề "Taiyō" (太陽 "Mặt Trời") do Tenohira trình diễn. Bài nhạc kết thúc chủ đề cho tập 2 nhan đề "door" do Rumika trình diễn. Cả bộ OVA đều không có bài nhạc mở đầu chủ đề.

### Danh sách tập phim OVA
| Số tập | Tựa đề                                                         | Ngày công chiếu |
| --- | -------------------------------------------------------------- | --------------- |
| 1 | "Denpa-teki na Kanojo" (電波的な彼女)                          | 01-05-2009      |
| Lời giới thiệu dành cho các nhân vật chính: nam sinh cá biệt Jūzawa Jū và nữ sinh trung học denpa "hiệp sĩ" Ochibana Ame. Các vụ giết người vẫn tiếp tục xảy ra với những phương thức tàn bạo cùng động cơ gây án bí ẩn, Jū và Ame quyết tâm bắt tay vào điều tra nhằm làm sáng tỏ sự việc. |                                                                |                 |
| 2 | "Denpa-teki na Kanojo: Kōfuku Gēmu" (電波的な彼女~幸福ゲーム~) | 04-12-2009      |
| Sau khi bị tình nghi có hành vi xàm xỡ phụ nữ trong tàu điện ngầm mà Jū suýt nữa bị cảnh sát bắt giữ nếu không được em gái của Ame ra tay cứu giúp. Cả hai cảm thấy rằng có ai đó đang bày ra những trò quấy phá độc địa gây nguy hại cho những người xung quanh, khi vụ việc ngày càng trở nên phức tạp nên họ quyết định tìm hiểu về động cơ gây án thông qua việc dò la manh mối từ một loại trò chơi giúp tăng điểm hạnh phúc khá phổ biến. |                                                                |                 |